# Генриетта Нассау-Вейльбургская (1780—1857)
Генриетта Нассау-Вейльбургская (нем. Henriette von Nassau-Weilburg; 22 апреля 1780, Кирххаймболанден — 2 января 1857, Кирхгайм-унтер-Тек) — член дома Нассау, супруга принца Людвига Вюртембергского.

## Биография
Принцесса Генриетта была младшей дочерью князя Карла Кристиана Нассау-Вейльбургского (1735—1788) и Каролины Оранской (1743—1787). Через свою мать Генриетта находилась в родстве с Домом Вельфов и приходилась правнучкой королю Великобритании Георгу II.
Потеряв рано обоих родителей, она росла под надзором своего старшего брата Фридриха Вильгельма. 28 января 1797 года Генриетта стала второй супругой герцога Людвига Вюртембергского (1756—1817), сына герцога Фридриха II Евгения и принцессы Фридерики Доротеи Софии Бранденбург-Шведтской, старшего брата русской императрицы Марии Фёдоровны. Брак считался, по некоторым данным, гармоничным.
Сначала её супруг был офицером в прусской армии, с 1800 года — генералом на русской службе. Карьера военного влекла за собой постоянную смену места жительства; Генриетта постоянно сопровождала мужа. В связи с этим она рожала своих пятерых детей в пяти различных местах.
После беспокойных лет, во время которых принц Людвиг был сильно обременён долгами, его брат, король Фридрих I, определил с 1811 года замок Кирхгайм как место жительства семьи. После смерти мужа принцесса Генриетта занималась благотворительной работой. По её инициативе было создано много социальных учреждений: детский сад (1838), больница (1840), добровольная пожарная команда. По её просьбе Альберт Кнапп, представитель пиетизма, несколько лет был проповедником в Кирхгайм-унтер-Тек.

## Дети
- Мария Доротея (1797—1855), супруга с 1819 года эрцгерцога Иосифа (1776—1847)
- Амалия Тереза (1799—1848), супруга с 1817 года Иосифа, герцога Саксен-Альтенбургского (1789—1868)
- Паулина Тереза (1800—1873), супруга с 1820 года своего кузена Вильгельма Вюртембергского (1781—1864)
- Елизавета Александрина (1802—1864), супруга с 1830 года принца Вильгельма Баденского (1792—1859)
- Александр (1804—1885), основатель линии герцогов Текских.

## Награды
9 апреля 1801 года Генриетта была награждена большим крестом ордена Святой Екатерины.